# Palenque Estéreo
Palenque Estéreo es una estación de radio de carácter comunitario que transmite desde San Luis de Palenque, Colombia. Opera en la frecuencia de 96.7 FM y su señal cubre los municipios de San Luis de Palenque y Trinidad, en el departamento de Casanare, además de algunas zonas rurales de Yopal y Nunchía.
Su programación se basa en contenidos musicales, información local de San Luis de Palenque y avisos de interés comunitario. Esta emisora salió al aire en el año 2009.